# Daniel Oss
Daniel Oss (Trento, Trentino - Tirol del Sud, 13 de gener de 1987) és un ciclista italià, professional des del 2009. Actualment corre a l'equip Team TotalEnergies.
Combina el ciclisme en pista amb la carretera. El 2004 es proclamà campió nacional de persecució júnior.
Com a professional destaca la seva victòria al Giro del Vèneto de 2010.

## Palmarès
- 2004
  -  Campió d'Itàlia de persecució júnior
- 2006
  - 1r a Isola Vicentina
  - 1r a Ponton
- 2007
  - 1r a Bibano di Godega S. Urbano
- 2008
  - 1r al Trofeu Sportivi di Briga
- 2010
  - 1r al Giro del Vèneto
  - Vencedor de la classificació dels joves al Giro de la Província de Reggio de Calàbria
- 2011
  - Vencedor d'una etapa a la USA Pro Cycling Challenge
  - Vencedor de la classificació dels joves al Giro de la Província de Reggio de Calàbria
- 2014
  -  Campió del món en contrarellotge per equips
- 2015
  -  Campió del món en contrarellotge per equips

### Resultats al Tour de França
- 2010. 124è de la classificació general
- 2011. 100è de la classificació general
- 2012. 105è de la classificació general
- 2014. 69è de la classificació general
- 2015. 97è de la classificació general
- 2018. 112è de la classificació general
- 2019. 89è de la classificació general
- 2020. 105è de la classificació general
- 2021. 115è de la classificació general
- 2022. No surt (6a etapa)
- 2023. 88è de la classificació general

### Resultats al Giro d'Itàlia
- 2013. 140è de la classificació general
- 2014. 103è de la classificació general
- 2016. 110è de la classificació general
- 2021. 112è de la classificació general

### Resultats a la Volta a Espanya
- 2017. No surt (17a etapa)